# Tratado de Jeddah (1927)
O Tratado de Jeddah de 1927, formalmente o Tratado entre Sua Majestade e Sua Majestade o Rei do Hejaz e de Nejd e suas Dependências foi assinado entre o Reino Unido e Ibn Saud. Reconheceu a independência de Ibn Saud e a soberania sobre o que era então conhecido como Reino de Hejaz e Nejd. As duas regiões foram unificadas no Reino da Arábia Saudita em 1932. Em troca, Ibn Saud concordou em impedir que suas forças atacassem e assediassem os protetorados britânicos vizinhos.
Foi publicado na Série de Tratados nº 25 (1927), Comando 2951 e foi ligeiramente modificado por mais duas trocas de Notas em 1936 (Série de Tratados nº 10 (1937) Comando 5380) e 1943 (Série de Tratados nº 13 (1947), Comando 7064).